# Sept (division d'un clan)
Pour les articles homonymes, voir Sept (homonymie).
Un sept est un mot anglais qui signifie la division d'une famille, en particulier la division d'un clan. Probablement une forme changée du mot anglais sect. Ce terme est trouvé en Écosse, mais également en Irlande où il remplace le mot clan.

## Sept écossais
En Écosse, un « sept » est souvent une famille qui est absorbée dans un grand clan écossais. Par exemple, la famille Burns qui était très petite et avait un héritage incertain, a gagné la légitimité et la protection du clan Campbell qui l'a donc absorbée.
Chaque clan écossais a traditionnellement un certain nombre de septs, chacun avec son propre nom de famille. Les septs ont le droit de porter les tartans du clan auquel ils appartiennent, bien qu'ils aient souvent leurs propres tartans.